# Teatrul Barașeum
Teatrul Barașeum a fost un teatru evreiesc de revistă, care a funcționat la București între anii 1941-1945. El a fost înființat la 1 martie 1941 în condițiile în care legile rasiste introduse de dictatura antonesciană au dus la interdicția ca actorii evrei să mai joace în teatrele românești. Teatrul, ale cărui spectacole, create, în mod obligatoriu, numai de autori neromâni, și care s-au jucat, din ordinul autorităților antonesciene, numai în limba română, se afla în actuala clădire a Teatrului Evreiesc de Stat, în vechiul cartier evreiesc, pe strada Iuliu Barasch nr. 15, de la care și-a luat și numele.
Clădirea teatrului a fost construită de Iuliu Barasch, la sfârșitul secolului al XIX-lea. Doctorul Barasch cumpărase terenul din inima cartierului evreiesc și plănuia să ridice o clinică, dar în cele din urmă clădirea a devenit o casă de cultură.-Sala Barașeum.

## Condițiile politice care au dus la înființarea teatrului
Decizia nr. 42181 din 8 septembrie 1940, a Ministerului Cultelor și Artelor, publicată în Monitorul Oficial Partea I-a nr. 211, 17 septembrie 1940, prevedea în art. 1 că: Tot personalul evreiesc de la Teatrele Naționale sau particulare, chiar nesubvenționte de stat, sau de la orice înjghebări sau formațiuni cu caracter artistic sau teatral, este exclus fără nici o excepție. Printr-o altă decizie -  Decizia Ministerului Cultelor și Artelor nr. 44400 din 21 septembrie 1940 privind personalul evreiesc de la teatrele particulare și din toate formațiunile artistice românești -, se prevedea că artiștii evrei puteau să joace pe scenele teatrelor particulare evreiești. Pe această bază s-a înființat, în București, Teatrul Barașeum, singurul teatru evreiesc din Europa care a funcționat în tot restul anilor celui de-al Doilea Război Mondial. Aici se jucau numai piese de teatru scrise de evrei, numai cu actori evrei. Aceștia fuseseră înlăturați din teatrele românești, iar nerespectarea deciziilor din 8 și 21 septembrie 1940 ducea la aspre sancțiuni, care mergeau de la amenzi substanțiale până la încarcerarea în lagărul de la Târgu Jiu.
Pentru a se permite înființarea teatrului evreiesc au fost făcute nenumărate petiții și s-au "donat" fonduri pentru actorii creștini. Una din condițiile de funcționare era ca piesele să fie jucate numai în limba română și era interzis să se dea reprezentații în zilele de sărbători creștine.
Teatrul a fost înființat în perioada in care Radu Gyr (comandant legionar) a fost directorul general al teatrelor. La 27 octombrie 1940, săptămânalul oficios evreiesc Renașterea noastră publica sub titlul „Teatrul Barașeum se transformă“ inițiativa de renovare a sălii de teatru și a anexelor sale, cu colaborarea arhitectului Marcel Iancu și a inginerului Katz. Inaugurarea clădirii renovate a avut loc sâmbătă, 15 februarie 1941. În acea vreme, clădirea avea două săli: una la parter, unde se jucau piesele de teatru, și o alta la etajul întâi, destinată spectacolelor de revistă.

## Activitatea teatrului Barașeum
Teatrul Barașeum, care avea două secții: proză și muzical, și-a început efectiv activitatea la 1 martie 1941 cu revista Ce faci astă seară? Ulterior, foști demnitari sau susținători ai regimului au subliniat că teatrul a putut să ființeze în toată perioada guvernării antonesciene și că aceasta s-ar fi datorat toleranței regimului antonescian față de cultura evreiască. Existența unui teatru evreiesc în capitala unui stat fascizat a fost scoasă în evidență, pe plan internațional, și de terți comentatori cu mai mulți ani înainte de 1989. Pe de altă parte, necesitatea înființării lui s-a încadrat în politica de discriminare și segregare "rasială" a populației evreiești, proces care nu era de bun augur.
Până în toamna anului 1944, la Teatrul Barașeum au fost puse în scenă 40 de piese de diferite genuri. La reușita acestor spectacole au participat actorii Jeni Șmilovici (1912–1965), Agnia Bogoslava (1916–2009), Alexandru Finți (1901–1972), Beate Fredanov (1913–1997), Leny Caler (1904–1992) și Dida Solomon-Callimachi (1898–1974); regizorii Moni Ghelerter (1905–1979), Sandu Eliad (1899–1979) și Lică Grunberg (1914–2000), specializat în teatru pentru copii; regizorul și actorul comic N. Stroe (1906–1990); compozitorul și dirijorul Haim Schvartzmann (1897–1982), compozitorii Elly Roman (1905–1996) și Henry Mălineanu (1920–2000); scenariștii Siegfried Wolfinger (1909–1982) și M.H. Maxy (1895–1971); textierii Nicu Kanner-Nican (d. 1976) și Eugen Mirea (1908–1973), cântărețul Dorel Livianu ș.a. Tot aici a debutat Mircea Crișan, în spectacolul cu Lozul cel mare de Șalom Aleihem.
Edmond Deda (1920-2006) a realizat numeroase musicaluri pentru Teatrul "Barașeum", prezentate în anii 1942-1944.

## Situația postbelică. Teatrul Evreiesc de Stat
După 1945 ansamblul teatrului Barașeum s-a dispersat. Ultimul său spectacol în limba română a fost cu piesa „Potopul” de Mihail Sebastian.
O mare parte din actori au fost cooptați în ansamblul Teatrului Alhambra-Excelsior, unde și jucaseră mulți în anii dinaintea dictaturii
În 1948 clădirea în care funcționa teatrul a fost alocată în mod permanent ansamblului evreiesc în limba idiș, Ikuf, care a fost naționalizat și transformat după câteva luni în Teatrul Evreiesc de Stat. 
Deși funcționează în aceeași clădire, Teatrul Evreiesc de Stat din București este de fapt o instituție diferită, cu toată moștenirea culturală și continuitatea evidentă. Teatrul Barașeum era, în principal, din cauza împrejurărilor, un ansamblu care prezenta spectacole în limba română, cu excepția ultimelor 2-3 spectacole de după 23 august 1944. El a fost un episod, fără îndoială, formidabil, în acele timpuri, din istoria teatrului și culturii evreilor din România și din Europa și din istoria României. El a durat circa 4 ani și și-a pus o amprentă ieșită din comun asupra vieții artiștilor și a publicului evreiesc din București și România. Apoi a fost înființat Teatrul Ikuf al Asociației Culturale Evreiești (Idișer Kultur Ferband - IKUF) (înființat în octombrie 1945, după abrogarea legislației antisemite sub conducerea actorului și regizorului Iacob Mansdorf, care a funcționat în aceeași clădire, desființat prin Decretul nr. 391 din 17 decembrie 1948) și apoi Teatrul Evreiesc de Stat din București, înființat 1 august 1948, având ca director pe Bernard Lebli și secretar literar pe Ury Benador, care conduseseră din 1947 Teatrul IKUF , și ele fenomene pe plan european, nu sunt identice cu Barașeum. Ele au fost (iar T.E.S continuă să fie), în primul rând, ansambluri în limba idiș, la care multă vreme nu au mai colaborat o mare parte din artiștii evrei de limba și cultură română, care își  regăsiseră libertatea artistică, îngrădită curând și ea de dictatura comunistă, și, mai ales, locul pe scena culturală de limbă română.
După 1990, printr-o ordonanță de urgență, cu nr. 21/1997, guvernul României a retrocedat Comunității evreiești din București clădirea Teatrului Evreiesc din București. Teatrul Evreiesc de Stat, ca instituție culturală, a rămas al statului, subvenționat din bugetul Primăriei București. 
După la 6 august 2012, când a decedat regizorul Harry Eliad, care fusese din 1989 director al Teatrului Evreiesc de Stat, primarul Sorin Oprescu a anunțat că a numit-o pe Maia Morgenstern director interimar și că municipalitate va începe demersurile pentru ca Teatrul Evreiesc de Stat să poarte numele lui Harry Eliad.

## Film
- “Barașeum”, realizat de Radu Gabrea în memoria regretatei actrițe Agnia Bogoslava (1916-2009).[22]